# Nowoszyce (powiat oleśnicki)
Nowoszyce – wieś w Polsce położona w województwie dolnośląskim, w powiecie oleśnickim, w gminie Oleśnica. Na terenie Nowoszyc znajduje się pałac, który w rejestrze zabytków figuruje jako park willowy, powstały po roku 1880. 

## Historia wsi i pałacu
Pierwszymi właścicielami posiadłości w Nowoszycach była rodzina von Liebe (1616). W roku 1845 właścicielem majątku we wsi był Kollewe. We wsi działał folwark pański, młyn, wyszynk, założono hodowlę owiec. W roku 1875 we wsi nastąpił podział własności i oprócz majątku szlacheckiego, część stanowiła własność gminy wiejskiej, która należała do pobliskiego Wyszogrodu. W roku 1880 zbudowano nowy folwark, a około roku 1912 przy folwarku wzniesiony został neobarokowy pałac. Po 1945 r. majątek stał się częścią Kombinatu PGR Oleśnica. Obecnie jest własnością prywatną.

## Podział administracyjny
W latach 1975–1998 miejscowość administracyjnie należała do województwa wrocławskiego.

## Zabytki
Do wojewódzkiego rejestru zabytków wpisany jest:
- park willowy, powstały po 1880 r.